# ГЕС Chilhowee
ГЕС Chilhowee – гідроелектростанція у штаті Теннессі (Сполучені Штати Америки). Знаходячись після ГЕС Калдервуд, становить нижній ступінь  каскаду на річці Літтл-Теннессі, лівій притоці Теннессі (дренує Велику долину у Південних Аппалачах та впадає ліворуч до Огайо, котра в свою чергу є лівою притокою Міссісіпі).
У межах проекту річку перекрили комбінованою греблею із центральною бетонною частиною та бічними кам’яно-накидними/земляними ділянками висотою 27 метрів та довжиною 452 метри. Вона утримує витягнуте по долині Літтл-Теннессі на 16 км водосховище з площею поверхні 7 км2.
Інтегрований у греблю машинний зал обладнаний трьома турбінами типу Каплан загальною потужністю 52,2 МВт.
Можливо також відзначити, що нижче по течії Літтл-Теннессі створене водосховище Телліко, яке втім не має власних генеруючих потужностей, а за допомогою каналу передає ресурс для роботи ГЕС Fort Loudon.